# Escharina acuminata
Escharina acuminata is een mosdiertjessoort uit de familie van de Escharinidae. De wetenschappelijke naam van de soort is voor het eerst geldig gepubliceerd in 1881 door Hincks.